# José de Amézola
José de Amézola (Urkabustaiz, 9 januari 1874 - Cercedilla, 1922) was een Spaans Pelotaspeler. 
De Amézola won samen met zijn landgenoot Francisco Villota de gouden medaille in het dubbelspel bij het onderdeel Pelota.

## Erelijst
- 1900 –  Olympische Spelen in Parijs dubbelspel